# Фарли (тауншип, Миннесота)
Фарли (англ. Farley) — тауншип в округе Полк, Миннесота, США. На 2000 год его население составило 50 человек.

## География
По данным Бюро переписи населения США площадь тауншипа составляет 70,1 км², из которых 70,1 км² занимает суша, водоёмов нет.

## Демография
По данным переписи населения 2000 года здесь находились 50 человек, 21 домохозяйство и 14 семей. Плотность населения —  0,7 чел./км². На территории тауншипа расположено 22 постройки со средней плотностью 0,3 построек на один квадратный километр. Расовый состав населения: 100,00 % белых.
Из 21 домохозяйства в 28,6 % воспитывались дети до 18 лет, в 66,7 % проживали супружеские пары и в 33,3 % домохозяйств проживали несемейные люди. 28,6 % домохозяйств состояли из одного человека, при том 4,8 % из — одиноких пожилых людей старше 65 лет. Средний размер домохозяйства — 2,29, а семьи — 2,86 человека.
22,0 % населения — младше 18 лет, 34,0 % — от 25 до 44, 12,0 % — от 45 до 64, и _ — старше 65 лет. Средний возраст — 42 года. На каждые 100 женщин приходилось 108,3 мужчин. На каждые 100 женщин старше 18 приходилось 116,7 мужчин.
Средний годовой доход домохозяйства составлял 43 125 долларов, а средний годовой доход семьи —  60 625 долларов. Средний доход мужчин —  43 750  долларов, в то время как у женщин — 11 250. Доход на душу населения составил 18 032 доллара. За чертой бедности не находилась ни одна семья и 10,8 % всего населения тауншипа.